# Billy Preston (koszykarz)
Billy Preston (ur. 26 października 1997 w Redondo Beach) – amerykański koszykarz, występujący na pozycji silnego skrzydłowego.
W 2017 wystąpił w meczach gwiazd amerykańskich szkół średnich - McDonald's All-American i Jordan Classic. W 2014 zdobył srebrny medal podczas turnieju Adidas Nations, a rok później zajął w nim ósme miejsce.
W 2018 reprezentował Cleveland Cavaliers, podczas letniej ligi NBA w Las Vegas. Rok później występował w barwach New York Knicks.

## Osiągnięcia
Stan na 1 stycznia 2020, na podstawie, o ile nie zaznaczono inaczej.
Drużynowe
- Zdobywca Pucharu Bośni i Hercegowiny (2018)